# حديث المدينة (فلم 1942)
حديث المدينة (بالإنجليزية: The Talk of the Town) هو فيلم كوميدي تم إنتاجه في الولايات المتحدة وصدر في سنة 1942.

## بطولة
- كاري غرانت
- رونالد كولمان

## الميزانية والإيرادات
بلغت تكلفة إنتاج الفيلم حوالي مليون دولار.

### ترشيحات وجوائز
| السنة | الحدث  | الفئة     | النتيجة |
| ----- | ------ | --------- | ------- |
|       | أوسكار | أفضل فيلم | ترشـيـح |

## وصلات خارجية
- مقالات تستعمل روابط فنية بلا صلة مع ويكي بيانات